# 通化国际内陆港务区
通化国际内陆港务区，位于中国吉林省通化市。包括公路集装箱中心站、保税仓库、联检大楼。规划面积79.65平方公里，核心区面积24平方公里。2016年7月，获批为吉林省级开发区，也是輻射東北亞的國際內陸港。

## 历史
2016年12月19日上午吉林省通化国际内陆港务区正式通关运营，与丹东港合作成立“通化陆港股份有限公司”，借丹东港出海，在丹东港自有泊位。